# Völklingen
Völklingen är en stad i det tyska länet Stadtverband Saarbrücken med cirka 42 000 invånare. Staden ligger vid floden Saar och några stadsdelar gränsar mot Frankrike.
De tidigare kommunerna Ludweiler und Lauterbach uppgick i Völklingen 1 januari 1974.

## Historia
Samhället omnämns den 27 oktober 822 för första gången i en urkund. I närheten befintliga järn- och kollager medförde en tidig industrialisering. Under det trettioåriga kriget förlorade staden 84 % av sina invånare. Mellan 1679 och 1697 ockuperade den franska kungen Ludvig XIV grevskapet Saarbrücken. Efteråt behärskades området åter av Saarbrückens greve. Efter freden i Campo Formio 1797 tillhörde alla regioner väster om Rhen republiken Frankrike och efter Napoleons nederlag i Waterloo blev Völklingen 1815 en del av Preussen.
1918 ockuperades staden åter av franska trupper. Vid folkomröstningen, den 13 januari 1935, röstade 89,8 % av stadens borgare för Saarlands förening med det tyska riket. Under andra världskriget intogs Völklingen 1945 av allierade trupper vilket resulterade i fransk förvaltning. 1955 röstade Saarlands befolkning åter för anslutning till Tyskland.
Vid en gruvolycka 1962 dog 299 arbetare.
I juli 1986 stängdes Völklingens järnverk som 1995 upptogs i Unescos världsarvslista.
På senare tid har kritiska kommentarer gjorts av journalister på grund av att staden fortfarande har Adolf Hitler och Hermann Röchling som hedersmedborgare. Den sistnämnde dömdes 1948 för brott mot mänskligheten till sju års fängelse. Dessutom har det högerextremistiska partiet NPD haft stora valframgångar i staden.